# NGC 496
NGC 496 ist eine Spiralgalaxie vom Hubble-Typ Sbc im Sternbild Fische auf der Ekliptik. Sie ist schätzungsweise 275 Millionen Lichtjahre von der Milchstraße entfernt und hat einen Durchmesser von etwa 130.000 Lj.
Im selben Himmelsareal befinden sich u. a. die Galaxien NGC 495, NGC 498, NGC 499, NGC 501.
Das Objekt wurde am 12. September 1784 von dem deutsch-britischen Astronomen William Herschel entdeckt.